# Kozłowiec (województwo pomorskie)
Kozłowiec (dodatkowa nazwa w j. kaszub. Kòzłówc) – osada w Polsce położona w województwie pomorskim, w powiecie kościerskim, w gminie Dziemiany.
W latach 1975–1998 miejscowość położona była w województwie gdańskim.